# Roßleben-Wiehe
Die Kleinstadt Roßleben-Wiehe ist eine Landgemeinde im Kyffhäuserkreis in Thüringen. Die Stadt entstand am 1. Januar 2019 aus der Zusammenlegung der Städte Roßleben und Wiehe mit zwei weiteren Gemeinden.

## Geographie
Roßleben-Wiehe ist die östlichste Kommune des Kyffhäuserkreises und liegt direkt an der Grenze zu Sachsen-Anhalt.

### Nachbargemeinden
Nachbargemeinden sind im Norden beginnend und im Uhrzeigersinn Artern, Allstedt (Landkreis Mansfeld-Südharz, Sachsen-Anhalt), Querfurt (Saalekreis, Sachsen-Anhalt), Kaiserpfalz (Burgenlandkreis, Sachsen-Anhalt), Kölleda (Landkreis Sömmerda), Oberheldrungen, An der Schmücke, Gehofen und Kalbsrieth.

### Stadtgliederung
Die Stadt besteht aus den Ortsteilen Bottendorf, Donndorf, Garnbach, Kleinroda, Kloster Donndorf, Langenroda, Nausitz, Roßleben, Schönewerda (mit Eßmannsdorf) und Wiehe (mit Hechendorf).

## Geschichte

### Gründung der Landgemeinde
Im Rahmen der freiwilligen Zusammenschlüsse der Gebietsreform 2019 verständigten sich die Städte Roßleben und Wiehe sowie die Gemeinden Donndorf und Nausitz auf eine Fusion zum 1. Januar 2019. Wiehe war erfüllende Gemeinde für Donndorf. Nausitz gehörte zur Verwaltungsgemeinschaft Mittelzentrum Artern, die ebenfalls zum 1. Januar 2019 aufgelöst wurde.

### Einwohnerentwicklung
In der nachstehenden Tabelle ist die Entwicklung der Einwohnerzahl seit der Gründung der Landgemeinde 2019 dargestellt. Ermittelt wurden die Werte jeweils zum Stichtag 31. Dezember.
| Jahr      | 2019 | 2020 | 2021 | 2022 | 2023 |
| --------- | ---- | ---- | ---- | ---- | ---- |
| Einwohner | 7476 | 7344 | 7246 | 7219 | 7206 |

## Politik

### Stadtrat
Bei der Kommunalwahl am 26. Mai 2024 wurde bei einer Wahlbeteiligung von 59,8 % der Stadtrat der Stadt und Landgemeinde mit folgendem Ergebnis gewählt:
| Partei/Liste | Stimmenanteil | Sitze |
| ------------ | ------------- | ----- |
| AfD          | 25,6 %0       | 5     |
| SPD          | 22,6 %0       | 4     |
| CDU          | 20,9 %0       | 4     |
| FWG 1        | 9,1 %         | 2     |
| UWG 2        | 8,9 %         | 2     |
| DG 3         | 6,2 %         | 1     |
| LINKE        | 3,8 %         | 1     |
| FDP          | 2,8 %         | 1     |
| Gesamt       | 100 %         | 20    |

### Bürgermeister
Bei der Wahl zum hauptamtlichen Bürgermeister am 26. Mai 2019 wurde Steffen Sauerbier (SPD) bei einer Wahlbeteiligung von 59,0 % mit 80,4 % der abgegebenen gültigen Stimmen zum ersten Bürgermeister der neuen Gemeinde gewählt. Er setzte sich dabei gegen Antje Ruppe (FDP) durch, die 19,6 % der Stimmen erhielt. Am 27. April 2025 wurde Sauerbier mit 92,0 % der abgegebenen gültigen Stimmen ohne Gegenkandidaten für eine zweite Amtszeit gewählt, die Wahlbeteiligung lag bei 40,6 %.

### Wappen
| Wappen der Stadt und Landgemeinde Roßleben-Wiehe | Blasonierung: „Halb gespalten und mit einem von Blau über Silber (2:1) geteilten Wellenbalken belegt. Oben rechts in Gold schräggekreuzte schwarze Schlägel und Eisen, links in Silber zwei rote Flachsturzsparren und unten in Schwarz einen schrägrechts liegenden goldenen Zweig, daran oben zwei goldene Blätter und unten ein goldenes Blatt.“ |
| Wappen der Stadt und Landgemeinde Roßleben-Wiehe | § 2 Abs. 1 Änderungssatzung der Hauptsatzung der Stadt und Landgemeinde Roßleben-Wiehe: Wappen, Flagge, Dienstsiegel |

Eine Abbildung des Wappens ist auf der Homepage der Stadt, dort unter „Stadt“ und Unterpunkt „Daten und Fakten“ zu sehen.

## Bildung
Es gibt in der Stadt zwei staatliche Grundschulen und die Staatliche Regelschule „Gerhart Hauptmann“. Die Klosterschule Roßleben ist ein staatlich anerkanntes Gymnasium in freier Trägerschaft mit integriertem Internat und Tagesinternat.
Im Kloster Donndorf ist die Ländliche Heimvolkshochschule Thüringen e. V. angesiedelt. Das Aus- und Weiterbildungszentrum Roßleben der VHS-Bildungswerk GmbH ist eine Institution der Erwachsenenbildung.

## Verkehr
Durch das Stadtgebiet verläuft die Unstrutbahn, die seit Ende 2006 ohne regelmäßigen Personenverkehr ist. Die Bahnhöfe Roßleben und Donndorf (Unstrut) werden nur unregelmäßig von Sonderzügen nach Naumburg bedient.